# Borja Quintela

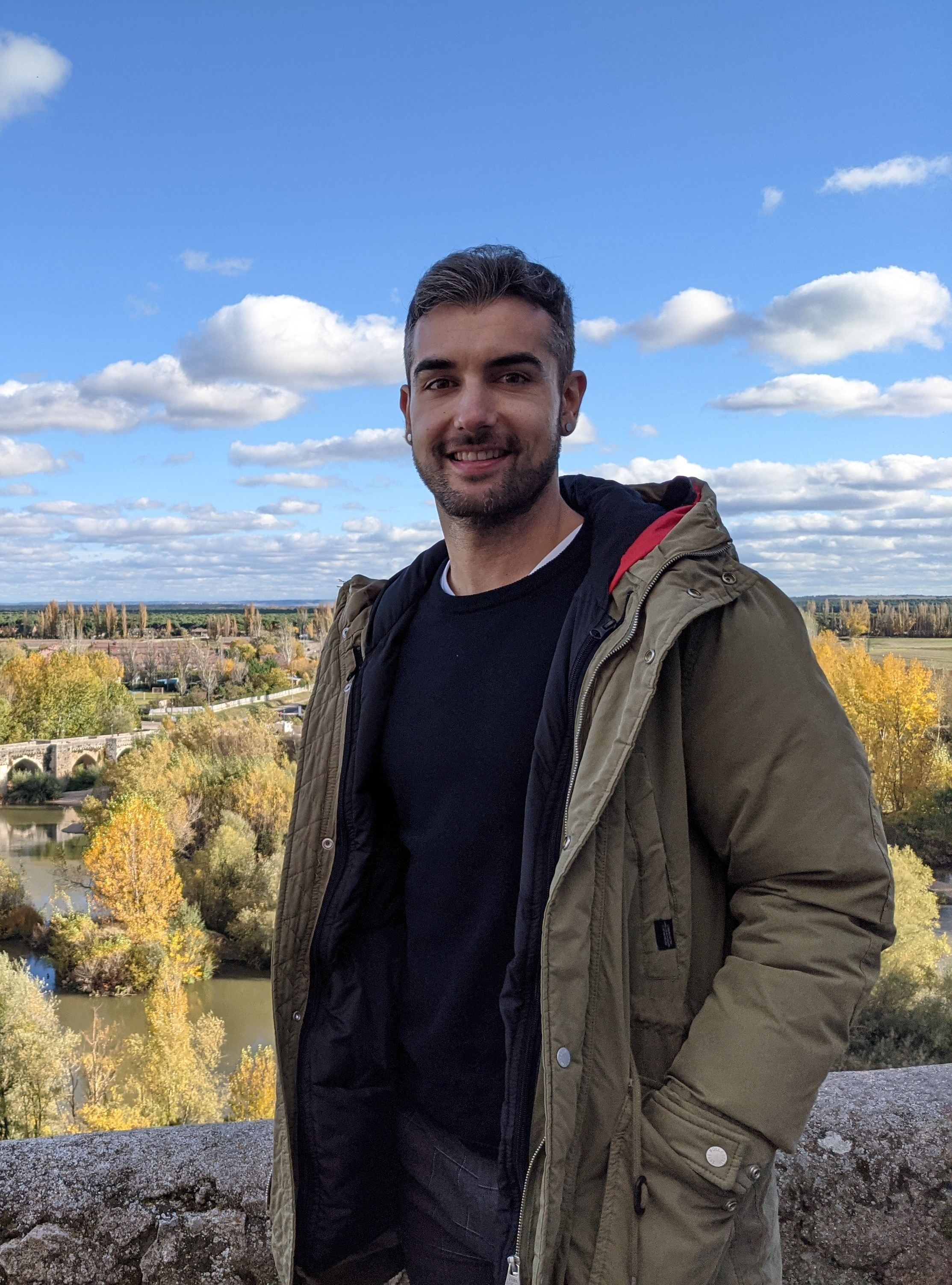
Borja Quintela Rodríguez, cantante y compositor orensano

Borja Quintela Rodríguez (Orense, 25 de enero de 1989) es un cantante y compositor gallego principalmente en lengua castellana.

## Biografía

### Inicios profesionales
Con 19 años comenzó a frecuentar los karaokes de su ciudad natal, donde estableció contactos con gente del ámbito de la música y, sobre todo, del ambiente de las orquestas y la verbena. Posteriormente, decidió presentarse a concursos de karaoke. Tras ganar alguno de ellos "inesperadamente", inició su formación como vocalista, y comienza a recibir ofertas de trabajo de diferentes conjuntos orquestales. En este aspecto, formó parte de, entre otras formaciones, la orquesta orensana Costa Dorada y la asturiana Nueva Banda.

### Como compositor
Durante su periodo como vocalista de orquesta, Quintela fue descubriendo que tenía dotes e inspiración para componer canciones. Para acompañar sus composiciones, decidió tomar algunas lecciones de piano.
El 18 de febrero de 2015, con el sello discográfico Club 33 Music, publicó su primer tema, “El roce de tu piel”, de inspiración latina, con base principalmente en la bachata. Esta canción le permitió participar en varios eventos de la ciudad de Orense. Algunos de ellos fueron el Ourense Dance, el 20 de junio de 2015, concierto de música dance y techno incluido en el programa de las fiestas del Corpus de Ourense. También participó en la fiesta de Radio Líder  y actuó en el programa Bamboleo de la Televisión de Galicia.
Al año siguiente, en 2016, salieron a la luz tres sencillos más: “Pido perdón”, “Puzzle de Dos” y “Hasta quitarte la ropa”.
- "Pido Perdón", también con Club 33 Music, sigue la línea latina de "El roce de tu piel", en este caso con una base de reguetón.
- "Puzzle de dos", producido por Sebastián Mato, deriva hacia ritmos más próximos al pop.
- "Hasta quitarte la ropa", lanzado esta vez por Factoria Records, regresa a los ritmos latinos característicos del cantautor orensano. Este tema, además, le permitió grabar su primer videoclip, dirigido por Álex Carausan.

El 23 de marzo de 2017 se publicó en la plataforma Youtube su nuevo tema, "Calla", y el videoclip del mismo, dirigido de nuevo por Álex Carausan. Se trata de un retorno al pop de "Puzzle de dos", esta vez con toques de balada y fragmentos más roqueros.
En 2019 lanzó una campaña de micromecenazgo para lo que sería su primer álbum en solitario, "Todo y nada". La presentación, prevista para mayo de 2020 en el Teatro Principal de Orense, tuvo que ser aplazada debido a los protocolos adoptados ante la pandemia del coronavirus. El trabajo, con ritmos que incluyen el pop, el soul, la balada y el R&B, fue publicado finalmente en 2021, tanto en formato físico como en digital.

## Discografía
- Todo y nada (2021)